# Канонизация святых Русской православной церковью
Канонизация святых Русской православной церковью (поздн. лат. canonizatio от греч. κανών — список, каталог) — причисление Русской православной церковью (РПЦ) усопшего подвижника веры и благочестия к лику святых через акт высшей церковной власти, посредством которого узаконивается его чествование Церковью как святого с внесением его в список святых.
После официального принятия христианства на Руси, культ святых — общехристианских (до раскола христианской церкви в 1054 году) и византийских (уже после раскола) был заимствован Русской православной церковью у Константинопольского патриархата. Служителям Церкви нужны были святые для утверждения в народе православного учения, а верующим — близкие по духу соотечественники. Возникла необходимость в собственных отечественных святых. Русские святые канонизировались, соблюдая византийскую традицию, совместными стараниями князей и митрополитов, затем патриархов и царей, Синода и императоров. На Поместном соборе 1917—1918 годов был восстановлен праздник всех святых, в земле Российской просиявших, который отмечается во второе воскресенье после Пятидесятницы.

## Общие правила канонизации
Общие правила канонизации соблюдались в той или иной степени на протяжении дореволюционного (1917 года) периода истории РПЦ в соответствии с византийскими традициями. Но значение каждого критерия канонизации было неодинаковым в разные времена и в отношении разных чинов святых.
- общим основанием для причисления к лику святых был дар чудотворения при жизни[К 1][5] или после его смерти (совершившихся при гробе)[К 2][6];
- право канонизации местнохрамовых и местноепархиальных святых принадлежало епархиальному архиерею с согласия главы церкви (митрополита, патриарха); общецерковных — митрополиту, затем патриарху и Синоду;
- в день смерти святого или в день открытия его мощей (или в оба дня) назначалось ежегодное церковное празднование его памяти;
- составлялись служба новому святому и его житие;
- причисление к лику святых совершалось в храме (или вблизи него), где находились мощи канонизуемого усопшего;
- мощи могли извлекаться из земли до канонизации, одновременно с ней или после неё.

Если церковь по каким-либо причинам не канонизировала почитаемого усопшего, то над его могилой сооружалась небольшая часовня и в ней совершались панихиды, а не молебны.
Наряду с причтением к лику святых отдельных подвижников существует соборная канонизация, при которой даётся общее описание подвига и место его совершения, указывается число пострадавших (иногда приблизительное из-за неимения точных данных) и имена лишь некоторых известных святых. Это позволяет прославить деяния святых при отсутствии о них подробных исторических данных и их имён.
За время с 1917 и до Поместного собора 1988 года практика канонизации в Русской православной церкви претерпела изменения. Митрополит Крутицкий и Коломенский Ювеналий (председатель Синодальной комиссии по канонизации святых с 1989 по 2011 год) в докладе на Поместном соборе Русской православной церкви 1988 года, к примеру, отметил, что для канонизации добродетельная и святая жизнь не всегда может быть засвидетельствована чудотворениями.
Митрополит Ювеналий в докладе на Поместном соборе Русской православной церкви, посвящённом 1000-летию крещения Руси, так изложил нынешние критерии канонизации святых:
1. Вера Церкви в святость прославляемых подвижников как людей, Богу угодивших и послуживших пришествию на землю Сына Божия и проповеди Святого Евангелия (на основании такой веры прославлялись праотцы, отцы, пророки и апостолы).
2. Мученическая за Христа смерть, или истязание за веру Христову (так, в частности, в Церкви прославлялись мученики и исповедники).
3. Чудотворения, совершаемые святым по его молитвам или от честных его останков — мощей (преподобные, молчальники, столпники, мученики-страстотерпцы, юродивые и др.).
4. Высокое церковное первосвятительское и святительское служение.
5. Большие заслуги перед Церковью и народом Божиим (канонизация царей, князей и равноапостольных).
6. Добродетельная, праведная и святая жизнь, не всегда засвидетельствованная чудотворениями (так прославлялись благоверные князья, княгини и некоторые преподобные).
7. В семнадцатом веке, по свидетельству Патриарха Нектария, три вещи признавались причиной истинной святости в людях:
а) православие безукоризненное;
б) совершение всех добродетелей, за которыми следует противостояние за веру даже до крови;
в) проявление Богом сверхъестественных знамений и чудес.
8. Нередко свидетельством о святости праведника было большое почитание его народом, иногда ещё при жизни. В основе таких почитаний также лежит какая-то сверхъестественная помощь от усопшего подвижника.

В каждом конкретном случае при прославлении находились особые причины, которые могли зависеть как от подвига спасения подвижника (будь то мученик, преподобный или юродивый), так и от тех духовных потребностей, которые в каждый исторический момент Церковь находила необходимыми для блага и спасения своих чад.

## Периоды канонизации святых
Историк Евгений Голубинский в своём главном труде «История русской церкви» и современные церковные исследователи выделяют шесть периодов в канонизации — четыре до революции 1917 года и два в послереволюционное время.
1-й: от введения христианства на Руси до соборов митрополита Макария (середина XVI века);

2-й: макарьевские соборы 1547 и 1549 годов;

3-й: от соборов 1547, 1549 года до церковной реформы 1721 года и учреждения синодальной формы церковного управления;

4-й: с 1721 по 1917 год — возглавление церкви правительствующим синодом;

5-й: от поместного собора 1917—1918 гг. — до 1988 года;

6-й: от поместного собора РПЦ 1988 года.
Первыми русскими святыми стали сыновья киевского князя Владимира Святославича Борис и Глеб, канонизированные по настоянию князя Ярослава Мудрого вскоре после их гибели. Затем к лику святых были причислены монах Феодосий Печерский, новгородский епископ Никита, бабка князя Владимира княгиня Ольга. В первый период канонизации (за шесть веков) святыми стали всего лишь 68 человек в том числе: 21 лицо княжеского рода, 15 священнослужителей высокого ранга, 22 монаха, четверо юродивых, пятеро мучеников и один боярин. Общецерковных святых из них было лишь 22; при этом некоторыми авторами отмечается, что процедура общецерковного прославления в Русской Церкви до митрополита Макария не была ещё систематизирована, и вопрос о канонизации находился скорее в ведении местного епископа. Де-факто общецерковным почитание того или иного святого становилось (а иногда и не становилось, несмотря на официальное признание в таком статусе) в зависимости от добровольного распространения этого почитания среди верующих.
На соборах в 1547 и 1549 годах общее количество святых существенно увеличилось. Конкретные цифры в разных источниках разнятся: по Е. Е. Голубинскому на соборе 1547 года 21 святой прославлены общецерковно, из которых трое уже имели статус местночтимых; на соборе 1549 года прославлены 19 (или 20) святых с неизвестным статусом и ещё пять (или более) святых после этих соборов при митрополите Макарии; по И. О. Чуриной было прославлено 39 святых, из которых 8 уже были местночтимыми; по Н. С. Гордиенко на обоих соборах прославлено 7 новых святых и 39 — повышены в ранге святости. Тем не менее все источники сходятся в основном — впервые на Руси произошла одновременная канонизация множества святых. Столь массовая канонизация была продиктована изменившимся к тому времени положением как Русской церкви, так и Русского государства, а также царившими в обществе настроениями. После отпадения Константинополя в унию в 1439 году и падения Византии в 1453 на Руси, в том числе среди представителей духовных и светских властей, распространилось мнение о Русской церкви как первенствующей среди поместных православных церквей. Кроме того, к тому времени Русское государство из совокупности разобщённых княжеств превратилось в царство с сильной центральной властью, что порождало и параллельные процессы централизации в Русской церкви, ставшей к тому же де-факто независимой с 1448 года от Константинопольских патриархов. В централизации была заинтересована и государственная власть, считавшая себя с этого времени единственной и вечной хранительницей истинной веры и Христовой церкви (новая государственная идеология нового царства: Москва — третий Рим). Для обоснования столь высокого положения в православном мире Русской церкви нужна была демонстрация многочисленности «просиявших» в ней святых. Такая основа была заложена митрополитом Макарием при поддержке царя Ивана IV.
В третьем периоде порядок канонизации не изменился: она осуществлялась по решению епархиального архиерея. Состав святых пополнился почти 150 лицами, примерно для ста из которых не известно даже ориентировочное время канонизации. Этот период отмечен преимущественно официальным причтением церковных деятелей: основателей монастырей и их ближайших преемников, миссионеров, архиереев, глав Русской церкви.
Следующие два века (1721—1917) характеризуются сотрудничеством церкви с российским самодержавием и её становлением составной частью политического аппарата царской России. «Святейший правительствующий синод» готовил и осуществлял саму процедуру прославления новых святых, но его окончательный канонизационный акт становился правомерным только после утверждения императором (императрицей). За четвёртый период синод причислил к лику общецерковных святых 11 лиц: патриарха Гермогена, митрополитов Дмитрия Ростовского и Иоанна Тобольского, епископов: Иннокентия Иркутского, Митрофана Воронежского, Феодосия Черниговского, Тихона Задонского, Иосафа Белгородского, Питирима Тамбовского, священника Исидора Юрьевского и монаха Серафима Саровского. К местночтимым святым добавились 15 новых (двое князей, трое митрополитов, девятеро монахов, один юродивый). При канонизации фиксировались проявленные чудеса и их «нетленные мощи». Но условие нетленности мощей часто не соблюдалось, разъясняя, что это не является непременным условием канонизации святых.

В 1762 году синод, отступив от традиций русского православия, ввёл в состав общецерковных «божьих угодников» всех святых Киево-Печёрской лавры, города Киева и святых бывшей самостоятельной Киевской митрополии общим числом 178. Этим указом закреплялось единство московской и киевской ветвей единой Русской православной церкви. В 1970 году по упрощённой схеме без соборной проверки чудес и констатации нетленности мощей был зачислен в общерусские святые миссионер XIX века Герман Аляскинский, ранее канонизированный Американской православной церковью.
За 70 лет до поместного собора 1988 года были канонизированы всего семеро святых. Новые святые прославлялись уже не за способность к чудотворным деяниям и их нетленность, а за заслуги перед церковью. Общецерковная канонизация епископа Софрония Иркутского и митрополита Иосифа Астраханского прошла почти традиционно с разговорами о чудотворении и нетлении мощей, но без соборной проверки. Не было проверки и при зачислении в святые в 1962 году Иоанна Русского — солдата русской армии, так как его давно канонизировали Константинопольская и Элладская церкви. По просьбе Японской и Американской церкви были канонизированы архиепископ Николай (Касаткин) (в 1970) и митрополит Иннокентий (Вениаминов) (в 1977). Седьмым святым стал харьковский архиепископ Мелетий (Леонтович). Его останки в Благовещенском кафедральном соборе города Харькова также не обследовались перед канонизацией.
Ко времени 1000-летия введения христианства на Руси общее число канонизированных собственных святых составляло около 450 лиц. «Журнал Московской Патриархии» упоминал 1460 русских святых (с учётом усопших, на самом деле почитаемых и усопших, на самом деле непочитаемых, но имена которых внесены в каталоги святых).
Новый период (с 1988 года). Поместный Собор РПЦ 1988 года открыл новый период в истории российской канонизации. На поместном соборе 1988 года было прославлено 9 святых: святой благоверный великий князь Дмитрий Донской, святители: Игнатий (Брянчанинов), Феофан Затворник и митрополит Московский Макарий, преподобные: Андрей Рублёв, Максим Грек, Паисий Величковский и Амвросий Оптинский, блаженная Ксения Петербургская. Решениями последующих соборов РПЦ продолжила канонизацию собственных российских святых. В 1989 году была создана постоянно действующая Синодальная комиссия по канонизации святых, которую возглавил митрополит Крутицкий и Коломенский Ювеналий. На Юбилейном Архиерейском соборе Русской православной церкви 2000 года было совершено массовое прославление замученных за исповедание христианской веры в советские годы: 813 новых святых и 112 святых, чьё почитание было распространено на всю Церковь. При этом прославлены были не только известные, конкретные лица, упомянутые в документах собора, но и неизвестные («неявленные») мученики и исповедники.

## Процедура канонизации
От Священного синода или из епархий в Синодальную комиссию по канонизации поступают материалы о подвижнике Церкви для его прославления. Для него заранее пишутся служба и икона. Комиссия проверяет данные о его житии и заслугах. При положительном решении комиссии для местночтимого святого материалы поступают к патриарху. Его благословения достаточно для причисления к лику местночтимых святых. Для общецерковного почитания материалы направляются в Священный синод и к Святейшему Патриарху. Окончательное решение для общецерковной канонизации принимается Архиерейским или Поместным собором, а в межсоборный период — на расширенном заседании Священного синода.